# Metazygia sendero
Metazygia sendero là một loài nhện trong họ Araneidae.
Loài này thuộc chi Metazygia. Metazygia sendero được Herbert Walter Levi miêu tả năm 1995.